# Aniołowie piekieł
Aniołowie piekieł (ang. Hell’s Angels) – amerykański film z 1930, w reżyserii Edmunda Gouldinga, Howarda Hughesa oraz Jamesa Whale’a. Został zrealizowany w erze Pre-Code.

## Opis fabuły
Tuż przed wybuchem I wojny światowej, bracia Monte i Roy Rutledge odwiedzają Niemcy wraz z ich niemieckim kolegą z Uniwersytetu Oksfordzkiego, Karlem. Kiedy wojna się rozpoczyna Karl zostaje wezwany do Niemiec, i trafia na pokład sterowca, który bombarduje później Londyn. Kieruje on bomby w taki sposób, że nieszkodliwie spadają do wody. Monte i Roy natomiast wstępują do RAF-u. Nie są oni zadowoleni z powodu wojny, ale mimo to zostają ochotnikami do odbycia niebezpiecznej misji bombardowania niemieckiego składu amunicji.

## Obsada
- Ben Lyon – Monte Rutledge
- James Hall – Roy Rutledge
- Jean Harlow – Helen (jako Jean Harlowe)
- John Darrow – Karl Arnstedt

## Nagrody i nominacje
| Nazwa nagrody | Wygrane            | Nominacje                                           |
| ------------- | ------------------ | --------------------------------------------------- |
| Oscar         | 1930 bez rezultatu | 1930 Najlepsze zdjęcia Harry Perry oraz Tony Gaudio |